# سد مطاطي قابل للنفخ

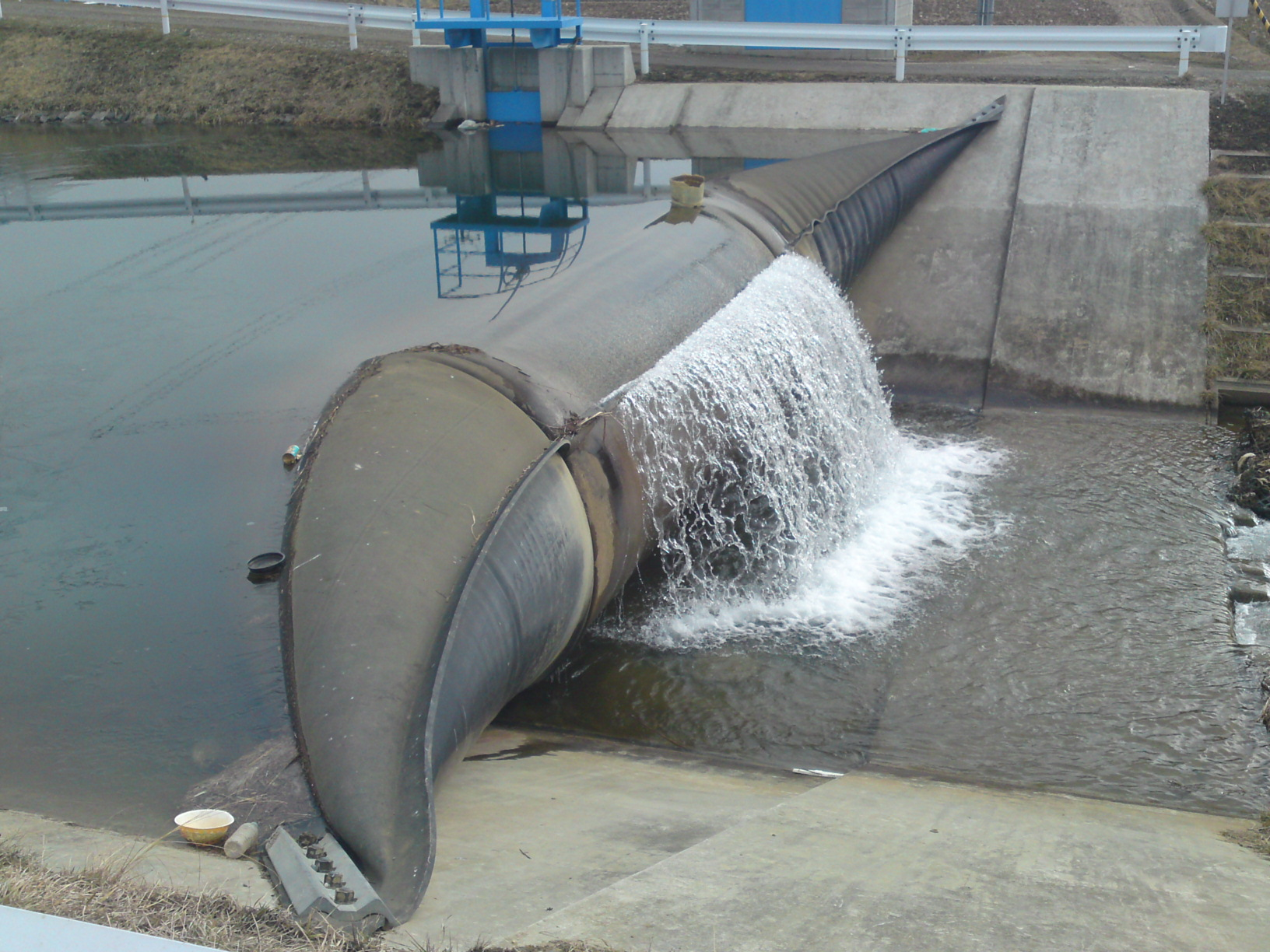
سد في اليابان.

كثر استخدام السدود المطاطية (rubber dams) كثيرا في الآونة الأخيرة
والغرض الرئيسي لاستخدامها هو لتوليد الطاقة
السد المطاطي هو عبارة عن سد مصنوع من مادة المطاط مملوء بالماء أو الهواء مثبت باسنان كونكريتية في الجهة الامامية منه ويوضع قاطعا للنهر
وهو يقوم مقام وعاء لجمع المياه والتي يستفاد منها لتوليد الطاقة. حيث يعمل على حصر المياه خلفه مما يزيد من ارتفاعها وراءه. ولوكذلك يستفاد منه لغرض رفع منسوب المياه لغرض استخدامها في عمليات الإرواء.
وبما أن الطاقة يمكن احتسابها من المعادلة :
P = Q x h xε
حيث أن :
P: الطاقة
h: ارتفاع المياه نسبة إلى التوربين
ε : مغاير التوربين
بصورة عامة فان الطاقة الهيدروليكية للمنشأ تعتمد كذلك على سرعة الجريان في النهر.